# Argoen (stad)
Argoen (Russisch: Аргунь, Argoen, Tsjetsjeens: Устрада, Oestrada) is een stad in het district Sjalinski van de Russische autonome republiek Tsjetsjenië op de Tsjetsjeense Vlakte aan de gelijknamige rivier Argoen (zijrivier van de Soenzja, stroomgebied van de Terek) op 16 kilometer ten oosten van Grozny.

## Geschiedenis
De plaats wordt al sinds lange tijd bewoond. Tot de opheffing van de Tsjetsjeens-Ingoesjetische ASSR en de deportatie van de Tsjetsjenen naar Centraal-Azië in 1944 lag er het Tsjetsjeense dorpje Oestar-Gardoj (oestar="Meesters/Wapensmeden"; gardoj= een merk van een zwaardblad; "Meesters die de bladen van Gardoj smeden"). Het dorp werd daarop tot een kolchoznederzetting gemaakt. Na de toespraak van Chroesjtsjov uit 1957, waarna de Tsjetsjenen mochten terugkeren, groeide het dorp door de terugkeer van de Tsjetsjenen snel en kreeg de status van werknederzetting onder de naam Argoen, naar de gelijknamige rivier. In 1962 kreeg Argoen de status van nederzetting met stedelijk karakter en in 1967 de status van stad onder jurisdictie van de republiek. Tijdens de Tsjetsjeense oorlogen van de jaren 90 van de 20e eeuw en '10 van de 21e eeuw raakte de stad zwaar beschadigd.

## Economie
Argoen vormt een industriële buitenwijk van Grozny, waar zich fabrieken bevinden voor de productie van machines voor de voedingsmiddelenindustrie, de raffinage van suiker en een vleesverwerkingsfabriek. Verder bevindt zich er een bedrijf voor de bouw van huizen.

## Demografie
| Ontwikkeling van het inwoneraantal |      |        |        |        |        |        |
| Jaar                               | 1959 | 1970   | 1979   | 1989   | 1996   | 2002   |
| Bevolking                          | 5200 | 15.100 | 21.600 | 25.400 | 23.400 | 25.700 |

## Geboren
- Abdoel-Chalim Sadoelajev (1967-2006), rebellenleider